# Sphagnetofyty
Sphagnetofyty jsou rostliny rostoucích na rašeliništích (slatiništích i vrchovištích). Toto prostředí je typické častým fyziologickým suchem, silnou aciditou, nízkým obsahem minerálních látek a kyslíku v půdě a anaerobiózou. Je zde též snížena činnost mikroorganismů a teplota je oproti okolí o několik stupňů nižší. 
Typickou rostlinou tohoto druhu je např. vřes obecný, brusnice brusinka, klikva bahenní, rosnatka okrouhlolistá a jiné masožravé rostliny nahrazující dusík rozkladem těl jiných organismů, a samozřejmě rašeliník.